# Luftkriegsschule
Die Luftkriegsschulen waren Ausbildungseinrichtungen für den Offiziersnachwuchs der Luftwaffe der Wehrmacht, deren Absolventen berechtigt waren, Luftfahrzeuge der Zulassungsklassen A1 bis B2 zu führen. Es gab im Deutschen Reich dreizehn Luftkriegsschulen, die dem jeweiligen General der Fliegerausbildung unterstellt waren.

## Ausbildung
An den Luftkriegsschulen wurde der Offiziersnachwuchs der Luftwaffe ausgebildet. Die Ausbildung und die verwendete Fluggeräte entsprachen denen der Flugzeugführerschulen. Der Lehrplan an den Luftkriegsschulen fand nur eine Erweiterung um die Fächer
- Taktik
- Luftrecht
- Truppendienst
- Disziplinarstrafordnung

Nach Abschluss der Schule waren die Absolventen berechtigt, Luftfahrzeuge der Zulassungsklassen A1 bis B2 zu führen. Erst die Absolvierung der Blindflugschule befähigte den Absolventen der Luftkriegsschule für eine Verwendung in einem Kampf-, Fernaufklärungs-, Nachtjagd- oder Seefliegerverband.

## Liste
| Name             | Ort                                                                             | Aufstellung | Kommandeure |
| ---------------- | ------------------------------------------------------------------------------- | --- | --- |

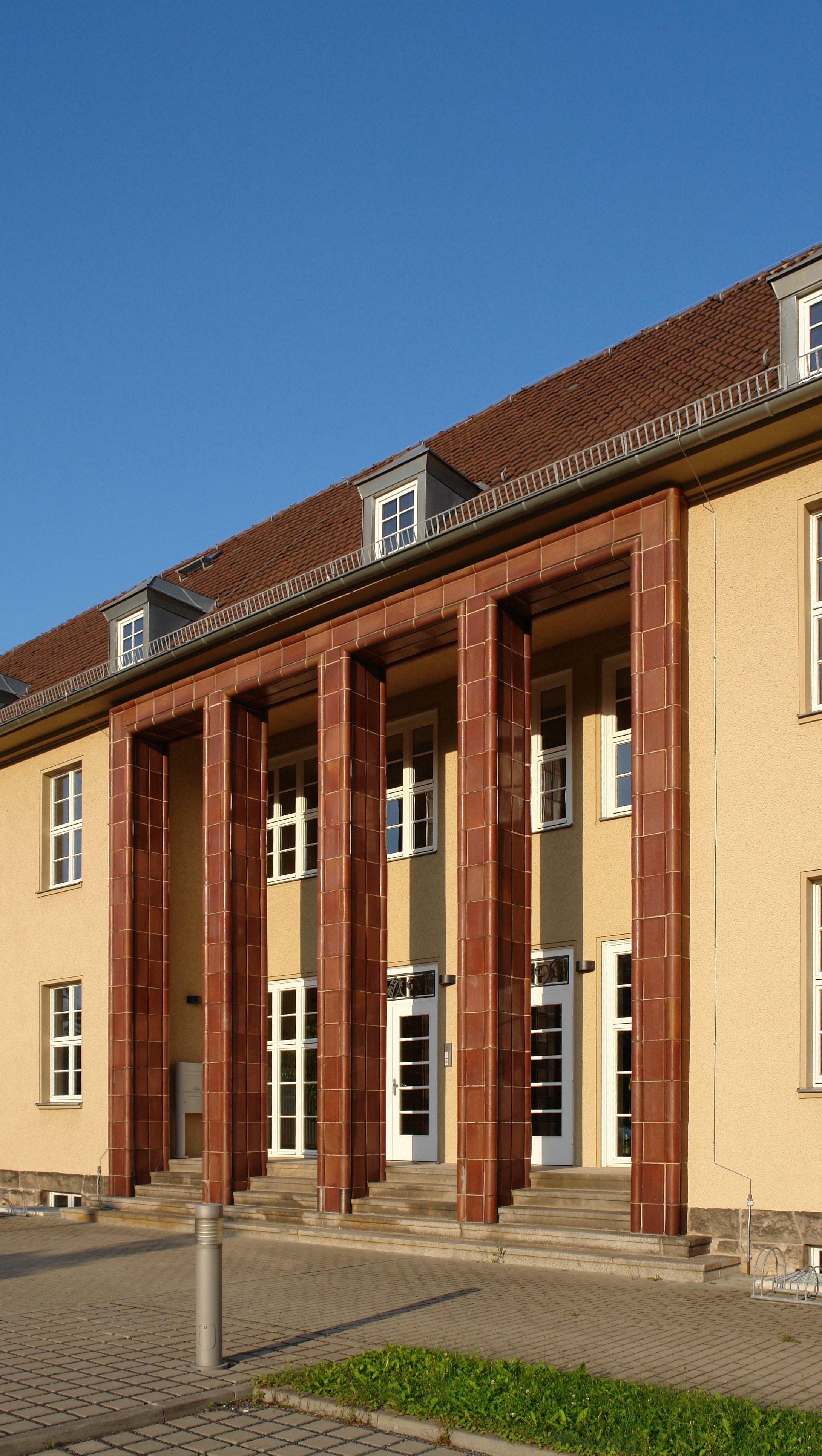
Luftkriegsschule 1 Dresden-Klotzsche

| LKS 1            | Dresden-Klotzsche                                                               | 1. April 1936, als Luftkriegsschule Dresden aufgestellt, ab Januar 1940 LKS 1 im Luftgau III.                                                                      | - Oberst Oskar Kriegbaum: bis April 1942 - Generalmajor Josef Brunner: Mai 1942 bis Juni 1944 - Oberst Lutz: Juni 1944 bis August 1944 - Oberst Erich Kaufmann: August 1944 bis Kriegsende |
| LKS 2            | Berlin-Gatow                                                                    | 1. April 1936, als Luftkriegsschule/Luftkriegsakademie Berlin-Gatow aufgestellt, ab Januar 1940 LKS 2 im Luftgau III.                                              | - Oberst Julius Schulz: bis Januar 1939 - Generalmajor Hellmuth Bieneck: Februar 1939 bis Ende August 1939 - General der Flieger Hellmuth Volkmann: April 1939 bis September 1939 in Vertretung - Oberst Heinz-Hellmuth von Wühlisch: ab Oktober 1939 in Vertretung - Oberst Heinz Funke: Februar 1940 bis November 1943 - Oberst Lothar von Wurmb: Dezember 1943 bis Januar 1944 - Generalmajor Herbert Rieckhoff: Februar 1944 bis September 1944 |
| LKS 3            | Wildpark (heutige Henning-von-Tresckow-Kaserne), später Werder, ab 1944 Oschatz | 1. April 1936, als Luftkriegsschule Werder/Havel aufgestellt, ab Januar 1940 LKS 3 im Luftgau III.                                                                 | - Oberst Philipp Zoch: August 1939 - Oberst Grohmann - Oberstleutnant Hans Pampe: November 1939 bis Februar 1940 - Oberst Bernhard Georgi: Februar 1940 bis Juni 1940 - Oberst Hans Behrendt: Juni 1940 bis August 1940 - Oberst Nikolaus Graf von Luckner: August 1940 bis September 1943 - unbekannt |
| LKS 4            | Fürstenfeldbruck bei München                                                    | 1. Oktober 1937, als Luftkriegsschule Fürstenfeldbruck aufgestellt, ab Januar 1940 LKS 4.                                                                          | - Oberstleutnant/Oberst Hermann Ritter von Mann Edler von Tiechler; bis März 1940 - unbekannt - Generalmajor Herbert Sonnenburg: Oktober 1940 bis September 1943 - Oberst/Generalmajor Otto Höhne: von September 1943 bis Kriegsende |
| LKS 5            | Regensburg-Obertraubling, ab November 1939 Breslau-Schöngarten                  | 1. März 1939, als Luftkriegsschule Breslau-Schöngarten aufgestellt, ab Januar 1940 LKS 5 im Luftgau VIII. Ab 1945 zur Verteidigung der Festung Breslau eingesetzt. | - Oberstleutnant/Oberst/Generalmajor Ludwig Schulz: Juli 1940 bis Februar 1945 |
| LKS 6 (Flak)     | Kitzingen                                                                       | Herbst 1939, für den Kriegsoffiziersnachwuchs (KON) der Flak-Truppe im Luftgau XII, später Luftgau XIV, aufgestellt                                                | - Oberstleutnant Hermann Hiller: bis Juni 1940 - Oberst Gotthard Frantz: Juni 1940 bis November 1941 - unbekannt - Oberst Franz Engel: Januar 1942 bis Juni 1943 - Oberst Kurt Andresen: Juni 1943 bis März 1944 - Oberst Oskar Bauer: April 1944 bis Kriegsende |
| LKS 7            | Regensburg-Obertraubling, ab November 1939 Tulln an der Donau                   | Oktober 1939, als Luftkriegsschule Wien-Seyring aufgestellt, ab Oktober 1939 erst Luftkriegsschule Tulln, dann ab Januar 1940 LKS 7 im Luftgau XVII.               | - Oberst/Generalmajor Dietrich Volkmann: Januar 1940 bis Kriegsende |
| LKS 8 (Flak)     | Göppingen                                                                       | August 1941, für den Kriegsoffiziersnachwuchs (KON) der Flak-Truppe im Luftgau VIII aufgestellt                                                                    | - Oberst Eduard Muhr: bis November 1942 - Generalmajor Theodor Herbert: November 1942 bis Juni 1944 - Oberstleutnant Ernst Schleicher: Juni 1942 bis Dezember 1944 - Oberstleutnant Carl Jeebens: Dezember 1944 bis zur Auflösung im April 1945 |
| LKS 9 (KON)      | Tschenstochau                                                                   | Ende 1942, für den Kriegsoffiziersnachwuchs (KON) der Luftwaffe im Luftgau VIII, später Luftgau XIV, aufgestellt                                                   | - Oberst Erich-Erdmann Fitzau: bis November 1943 - Generalmajor Fritz Reinshagen: November 1943 bis zur Auflösung am Ende Februar 1945 |
| LKS 10           | Fürstenwalde (Spree)                                                            | Mai 1944, aus der Flugzeugführerschule C 10 im Luftgau III aufgestellt                                                                                             | - Major Klaus Nöske (ehemaliger Kommandeur der Flugzeugführerschule C 10): bis Oktober 1944 - Oberst Bernhard Woldenga: Oktober/November 1944 |
| LKS 11 (Behelfs) | Oschatz, ab September 1944 Straubing                                            | August 1944, u. a. aus der Fliegerabteilung/Luftnachrichtenschule 3 aufgestellt                                                                                    | - Hauptmann Klaus Klämbt: bis Januar 1945 - Oberstleutnant Hans Wolff: Februar 1945 bis zur Auflösung im April 1945 |
| LKS 12 (KON)     | Bug (Rügen)                                                                     | August 1944, für den Kriegsoffiziersnachwuchs (KON) der Luftwaffe aufgestellt                                                                                      | Generalmajor Walter Schroeder: Oktober 1944 bis zur Auflösung am Anfang Mai 1945 |
| LKS 13 (Ln.)     | Halle (Saale)                                                                   | September 1944, zur Ausbildung der Luftnachrichten-Truppe aufgestellt                                                                                              | Oberstleutnant Konrad von Buttel: bis zur Auflösung im April 1945 |